# Средновековна кухня
Средновековната кухня представлява храната, навиците, свързани с храненето, и готварските методи на големия брой европейски култури по време на Средните векове – период, чиито граници грубо може да се поставят от V до XVI век. През този период гозбите и готварството се променят по-малко, отколкото през последвалия кратък период на Ранната нова история, когато тези промени помагат за полагането на основите на съвременната европейска кухня.
Зърнените храни остават най-важната основна храна в Ранното средновековие, защото оризът се появява по-късно в Европа, а картофите са пренесени от Америка през 1536 г. и се разпростират из целия Стар континент доста по-късно. Ечемик, овес и ръж се използват от бедните слоеве на обществото, а пшеница – от управляващите. Тези зърнени култури се ядат под формата на хляб или каша от всички членове на обществото. Баклавови зърна и зеленчуци са важна част от храната на по-долните слоеве на обществото (фасулът е открит в Америка и се появява в Европа едва след Колумб – към XVI в.).
Месото е по-скъпо и затова по-престижно. Обикновено се среща под формата на уловен дивеч по благородническите трапези. Най-разпространените меса са свинско и пилешко, както от и други домашни животни, докато говеждото, което изисква повече финансови средства и инвестиции в земя, е по-рядко срещано. Треската и херингата са основната храна за северните народи, а сушени, опушени или засолени те си проправят път дълбоко в континенталната част на Европа. Освен това се ядат и голямо разнообразие от други соленоводни и сладководни риби.
Бавният транспорт и неефикасните методи за съхраняване на храните, базирани най-вече върху сушене, осоляване, опушване и мариноване, правят търговията на множество храни на големи разстояние много скъпа. Заради това храната на аристокрацията е по-предразположена към чуждестранно влияние, отколкото кухнята на бедните и зависими селяни. Понеже всеки слой на обществото се опитва да имитира намиращия се по-високо от него, то иновациите от интернационалната търговия и войни от XII век нататък постепенно успяват да пробият бариерата между класите и да достигнат от средната класа на средновековните градове. Освен икономическата недостъпност на луксове като подправки, чрез укази се обявява извън закона консумацията на някои храни сред определени социални класи. Социалните норми диктуват, че храната на работещата класа трябва да е по-малко изтънчена, защото се е смятало, че има пряка и естествена връзка между работата и храната на човек, така че ръчният труд изисква по-груба и евтина храна.
През Късното средновековие се развива един вид изисквано готвене, който поставя стандарт за аристокрацията из цяла Европа. Честите подправки, включени в кисело-сладките гозби, типични за високите обществени слоеве, са най-често сок от незрял плод, вино и оцет в комбинация с черен пипер, шафран и джинджифил. Споменатите подправки заедно с широко употребяваните захар и мед придават на множество ястия сладко-кисел вкус. Бадемите са много популярни като застройки в супи, варени гозби и сосове, като най-често се използва бадемово мляко.